# Oleg Kagan
Oleg Moiseevič Kagan (in russo Оле́г Моисе́евич Кага́н?; Južno-Sachalinsk, 22 novembre 1946 – Monaco di Baviera, 15 luglio 1990) è stato un violinista sovietico.
È stato uno dei più famosi violinisti russi del XX secolo, noto per le sue collaborazioni cameristiche con il pianista Svjatoslav Richter e la violoncellista Natal'ja Gutman.

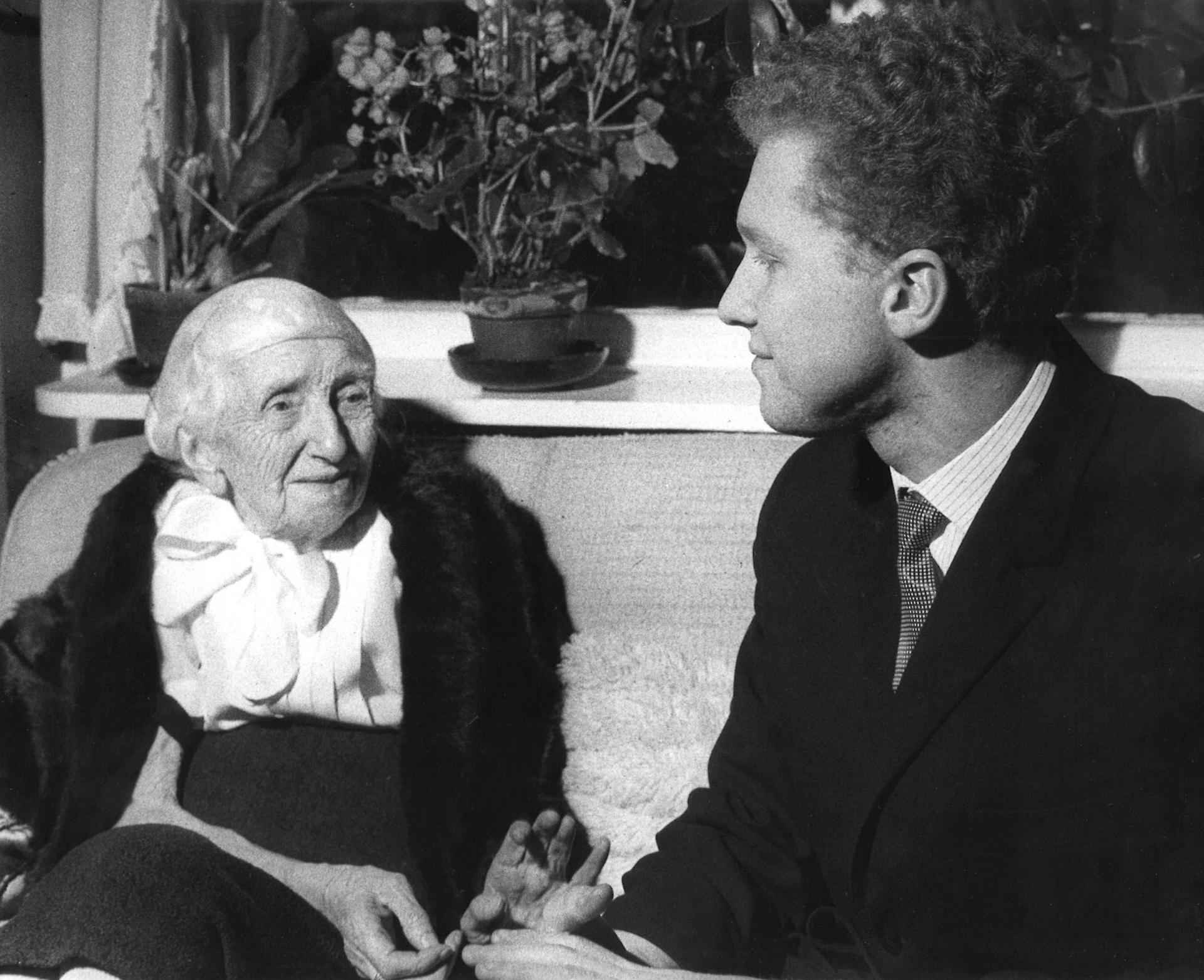
Oleg Kagan (a destra) incontra la signora Aino Sibelius ad Ainola, Finlandia, nel 1965, per il centenario di Jean Sibelius

## Biografia
Oleg Kagan nacque a Južno-Sachalinsk (nell'Estremo Oriente russo). Nel 1953, i suoi genitori si trasferirono a Riga, in Lettonia; qui Kagan all'età di otto anni iniziò a studiare violino presso la scuola di musica del Conservatorio con Joachim Braun. Nel 1959, quando Kagan aveva tredici anni, il violinista Boris Kuznecov lo ascoltò e gli suggerì di continuare gli studi con lui. Trasferitosi con la famiglia nella capitale moscovita, Kagan studiò con Kuznetsov alla Scuola Centrale del Conservatorio Čajkovskij e dal 1964 alla Scuola di Specializzazione del Conservatorio. 
Ben presto vinse numerosi concorsi internazionali: nel 1964 il 4º premio al Concorso Georges Enescu di Bucarest; nel 1965 il 1º premio al primo Concorso Jean Sibelius di Helsinki; nel 1966 il 2º premio al Concorso Čajkovskij di Mosca; nel 1968 il 1º premio al Concorso Johann Sebastian Bach di Lipsia.
Dopo la morte di Boris Kuznecov (1966), Kagan entrò nella classe di David Ojstrach al Conservatorio. Kagan divenne in breve tempo uno degli allievi prediletti di Ojstrach. 
Nei prima anni settanta Kagan ha iniziato a suonare con la violoncellista Natal'ja Gutman (che in seguito divenne sua moglie), il violista Jurij Bašmet, i pianisti Aleksej Ljubimov, Ėliso Virsaladze e altri musicisti russi. 
Dal 1972 formò un ‘duo’ con il pianista Svjatoslav Richter. Insieme si esibirono non solo in Russia ma anche in Francia e Germania. La formazione del ‘duo’ a volte si trasformava in ‘trio’ con la presenza della Gutman. 
Kagan partecipò in diverse formazioni cameristiche a molti festival musicali, tra cui il Kuhmo Festival in Finlandia, le “Serate di dicembre” a Mosca. Kagan stesso fondò il festival musicale estivo a Zvenigorod in Russia. 
Già minato da un male incurabile, nel 1990 Kagan fondò insieme alla moglie un nuovo festival musicale a Kreuth in Baviera, l'Internationales Musikfest Kreuth am Tegernsee (più semplicemente Musikfest Kreuth). Kagan, essendo già molto malato, poté partecipare solo alla prima edizione del festival. Kagan morì il 15 luglio 1990, a 43 anni; fu sepolto a Mosca nel cimitero di Vagan'kovo.